# Новоюласенский сельсовет
Новоюласенский сельсовет — сельское поселение в Красногвардейском районе Оренбургской области Российской Федерации.
Административный центр — село Новоюласка.

## История
9 марта 2005 года в соответствии с законом Оренбургской области № 1901/343-III-ОЗ образовано сельское поселение Новоюласенский сельсовет, установлены границы муниципального образования.

## Население
| 2010 | 2012 | 2013 | 2014 | 2015 | 2016 | 2017 |
| ---- | ---- | ---- | ---- | ---- | ---- | ---- |
| 471  | ↘445 | ↘444 | ↘435 | ↘423 | ↘415 | ↗419 |
| 2018 | 2019 | 2020 | 2021 |      |      |      |
| ↘406 | ↘390 | ↘379 | ↘368 |      |      |      |

## Состав сельского поселения
| № | Населённый пункт | Тип населённого пункта       | Население |
| - | ---------------- | ---------------------------- | --------- |
| 1 | Новоюласка       | село, административный центр | ↘368      |